# Rhopalomyia baccarum
Rhopalomyia baccarum är en tvåvingeart som först beskrevs av Wachtl 1883.  Rhopalomyia baccarum ingår i släktet Rhopalomyia och familjen gallmyggor. Inga underarter finns listade i Catalogue of Life.